# Аксаєво
Акса́єво (рос. Аксаево, марій. Аксай) — село у складі Гірськомарійського району Марій Ел, Росія. Входить до складу Троїцько-Посадського сільського поселення.

## Населення
Населення — 100 осіб (2010; 101 у 2002).
Національний склад (станом на 2002 рік):
- гірські марійці — 94 %